# Gerhard Peters
Gerhard Friedrich Peters (* 16. März 1900 in Brüssel; † 2. Mai 1974) war ein deutscher Chemiker und Geschäftsführer der Degesch/HeLi, die als Patentinhaberin Zyklon B herstellen ließ. Der Vertrieb des zur Entwesung bestimmten Mittels erfolgte im Gebiet östlich der Elbe durch Tesch und Stabenow; dieses Unternehmen versorgte unter anderen das KZ Auschwitz damit, wo es in den Gaskammern des Vernichtungslagers Auschwitz-Birkenau auch umfänglich zum Massenmord eingesetzt wurde.

## Leben
Peters absolvierte ein Chemiestudium und war während seines Studiums ab 1921 in Dessau bei der Degussa als Werkstudent in der Blausäureabteilung tätig. Nachdem er 1924 sein Studium beendet hatte, übernahm er die Leitung der dortigen Blausäureabteilung (Zyklon B) und promovierte 1925 an der Universität Frankfurt. Ab 1928 war er bei der Deutschen Gesellschaft für Schädlingsbekämpfung (Degesch) als Leiter eines Forschungslabors beschäftigt. Dort wurde er 1932 Prokurist.
Nach der Machtübergabe an die Nationalsozialisten wurde er im November 1933 Mitglied der SA, am 8. Juli 1937 beantragte er die Aufnahme in die NSDAP und wurde rückwirkend zum 1. Mai desselben Jahres aufgenommen (Mitgliedsnummer 4.376.678). Zu Beginn des Jahres 1939 wurde Peters bei der Degesch Geschäftsführer und 1940 Generaldirektor. In Personalunion übernahm er 1941 zusätzlich die Geschäftsführung der Heerdt-Lingler GmbH (HeLi). Laut dem Historiker Michael Thad Allen soll Peters die SS auf die Verwendbarkeit von Zyklon B zur Massentötung hingewiesen haben. Ab Mai 1942 leitete er den „Arbeitsausschuss für Raumentwesung und Seuchenabwehr“ im Reichsministerium für Bewaffnung und Munition. Zu Beginn des Jahres 1944 übernahm er den Vorsitz im „Produktionsausschuss Pflanzenschutz und Schädlingsbekämpfungsmittel in der Wirtschaftsgruppe Chemische Industrie“.
Kurz nach Ende des Zweiten Weltkrieges endete noch im Jahr 1945 Peters’ Anstellungsverhältnis bei Degesch und HeLi. Danach baute er den Allgemeinen Entwesungsdienst Friedberg mit auf. Anfang April 1948 sagte Peters als Zeuge der Verteidigung im I.G.-Farben-Prozess aus. Da durch seine Aussagen offenkundig wurde, dass er um den Verwendungszweck von Zyklon B wusste, wurde noch 1949 ein Verfahren gegen ihn und zwei weitere leitende Angestellte der Degesch angestrengt. Aufgrund der Lieferungen von Zyklon B und den daraus resultierenden Massenmorden wurde er am 29. März 1949 zu einer fünfjährigen Zuchthausstrafe wegen Beihilfe zum Totschlag und drei Jahren Ehrverlust verurteilt. Die beiden Mitangeklagten wurden freigesprochen. Peters ging mehrfach in Berufung und stellte ein „Gnadengesuch, das von über 200 Personen aus Wissenschaft und öffentlichem Leben unterzeichnet wurde“. Am 27. Mai 1955 wurde er durch das Landgericht Frankfurt am Main von den Vorwürfen freigesprochen. Er erhielt jedoch keine Entschädigung für die mehrjährige Untersuchungshaft und die Verfahrenskosten.
Danach war er Gesellschafter sowie Geschäftsführer bei der Lahn-Kunststoff GmbH und Betriebsleiter in der Blausäureproduktion einer mehrheitlich zur Degussa gehörenden chemischen Fabrik. Zudem gehörte er der Bundeskommission zur Bekämpfung der Luftverschmutzung im Ruhrgebiet an.

## Veröffentlichung
- Gerhard Peters: Kampfstoff- und Luftschutz-Chemie für jedermann : Eigenschaften, Wirkgn u. Abwehr d. chem. Kampfstoffe ; Gemeinverständlich dargestellt, 3. verb. Aufl., Verlag Enke, Stuttgart 1940, DNB-Link